# Fano (milícia)
Fano (ፋኖ), também FANO ou Fanno, é um grupo juvenil amhara na Etiópia, considerado como um grupo de protesto ou uma milícia armada.  As unidades do Fano são acusadas de participar de massacres étnicos, incluindo o de 58 pessoas qemant em Metemma em 10-11 de janeiro de 2019  e dos massacres de Mai Kadra e de Humera durante o conflito em Tigray em 2020. 

## Criação
Fano é um dos vários grupos de jovens que se desenvolveram na Etiópia durante os anos 2019-2020. Esses grupos ganharam importância no contexto das mudanças políticas e administrativas associadas ao primeiro-ministro Abiy Ahmed, durante a qual a Frente Democrática Revolucionária do Povo Etíope (FDRPE), dominada pela Frente de Libertação do Povo Tigray (FLPT), perdeu o controle do poder político federal. Os Qeerroo é um grupo de jovens oromos, enquanto o Fano é de etnia amhara. 
Fano desempenhou um papel importante na oposição à Frente de Libertação do Povo Tigray. 

## Definições variadas
Fano é considerado por diferentes meios de comunicação e grupos de direitos humanos como um grupo de protesto ou uma milícia.  A Amnistia Internacional afirmou que uma unidade da força especial da polícia dos amharas usava uma insígnia identificando os membros como Fano.  Ezega News descreveu Fano como um grupo armado que não desarmaria até que as demandas sobre a devolução de terras fossem atendidas.  The Organization for World Peace descreveu Fano em outubro de 2020 como um "grupo de jovens vigilantes de Amhara" que se considerava como garantidor da lei e da ordem que o governo era incapaz de fornecer.  As milícias amharas são frequentemente descritas com o termo neftenya, que geralmente é visto como depreciativo. 

## Massacres e conflitos armados
As unidades do Fano são acusadas de participar do massacre de 58 pessoas qemant em Metemma em 10-11 de janeiro de 2019, do assassinato de uma família em Azezo em 29 de setembro de 2019,  de envolvimento em um confronto armado com as forças de segurança regionais e federais em 19 de março de 2020 em Gondar e Dabat,  e das ações armadas em Humera em novembro de 2020 durante o conflito de Tigray. 